# Wirtschaftstheologie
Der Begriff der Wirtschaftstheologie entspringt einer Strömung zu Anfang des 20. Jahrhunderts, die den Kapitalismus als Kultreligion bezeichnet. Erstmals beschrieb Walter Benjamin in seinem Fragment Kapitalismus als Religion aus dem Jahr 1921 den Kapitalismus als neue Religion und baute auf Schriften von Karl Marx und Georg Simmel auf, etwa Das Kapital (1867) und Philosophie des Geldes (Simmel, 1900).
2002 veröffentlichte Wolfgang Palaver eine Schrift zum Thema.
Besonders stark geprägt wurde der Begriff Wirtschaftstheologie durch Alexander Rüstow in seinem Werk Das Versagen des Wirtschaftsliberalismus, in dem er von „Wirtschaftstheologie“ bei den Physiokraten, bei Adam Smith und ihren Nachfolgern spricht.